# Woolsack

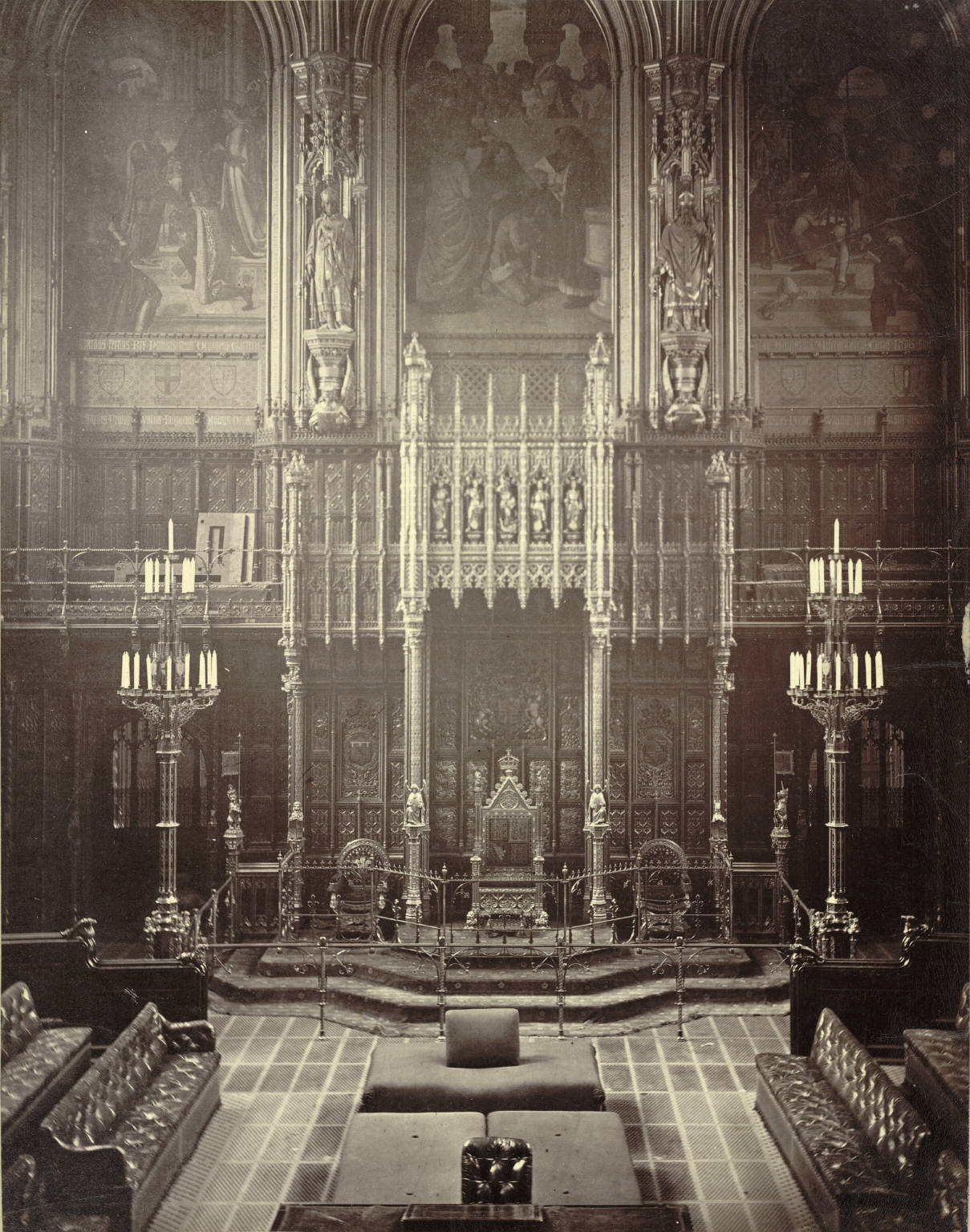
De Woolsack, met ruggensteun, op een foto uit het einde van de negentiende eeuw

De woolsack is de zetel van de voorzitter van het Britse Hogerhuis. 
Het is een groot rechthoekig met wol gevuld kussen, overtrokken met een purperen stof, zonder armleuningen, maar met - in het midden - een ruggensteun. Het gebruik van deze merkwaardige zetel gaat terug op de regering van koning Eduard III (koning van 1327 tot 1377), toen de wolhandel in zijn rijk een van de belangrijkste bronnen van inkomsten was. Hij verordonneerde dat de Lord Chancellor, die de vergaderingen van zijn House of Lords zou voorzitten, zitting zou nemen op een zetel, gemaakt van dit kostbare product, afkomstig uit alle delen van zijn koninkrijk. De mace van het Hogerhuis is voor de woolsack geplaatst.
De gewoonte bepaalt dat alleen de voorzitter van het Hogerhuis zitting mag nemen op de woolsack. Een uitzondering is wanneer het Lagerhuis een nieuwe voorzitter heeft verkozen. Diens benoeming gaat pas in nadat de koning zijn instemming heeft betuigd met de verkiezing. Daartoe benoemt hij een speciale commissie, die zitting houdt in het Hogerhuis. De leden van de commissie mogen plaatsnemen op de woolsack omdat de zetel niet het Hogerhuis, maar de Kroon behoort. Nadat de leden van het Lagerhuis door Black Rod zijn opgeroepen om te verschijnen in het Hogerhuis, betuigt de commissie, gezeten op de woolsack, namens de koning, haar instemming met de voorzittersverkiezing.